# 联邦咨询委员会法
联邦咨询委员会法（Federal Advisory Committee Act）是美国一部规范联邦咨询委员会行为的联邦法律。联邦咨询委员会法将联邦咨询委员会定义为向美国总统提供 "意见或建议"的临时机构。